# Annellolacinia dinemasporioides
Annellolacinia dinemasporioides är en svampart som beskrevs av B. Sutton 1964. Annellolacinia dinemasporioides ingår i släktet Annellolacinia, divisionen sporsäcksvampar och riket svampar.   Inga underarter finns listade i Catalogue of Life.